# Latrodectus
Genre
Synonymes
- Chacoca Badcock, 1932

Latrodectus est un genre d'araignées aranéomorphes de la famille des Theridiidae.
Les espèces de ce genre sont souvent appelées veuves noires. En dépit du folklore attaché à son nom, Latrodectus mactans (la veuve noire la plus connue) ne fait pas partie des habituées du cannibalisme sexuel (contrairement à la Veuve noire à dos rouge). La femelle de cette espèce dévore exceptionnellement le mâle lorsque les ressources nutritives du milieu sont quasi-nulles et le mâle parvient le plus souvent à s'échapper.

## Distribution

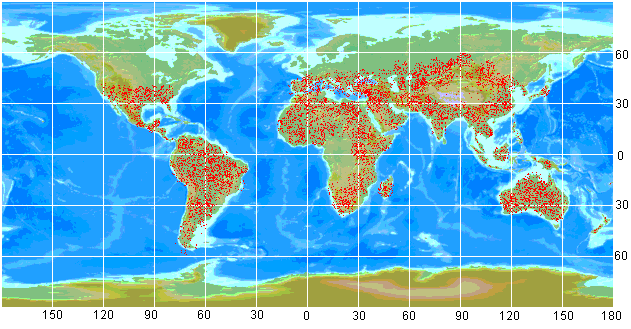
Distribution des espèces du genre Latrodectus.

Les espèces de ce genre se rencontrent dans les régions chaudes du globe.

## Description

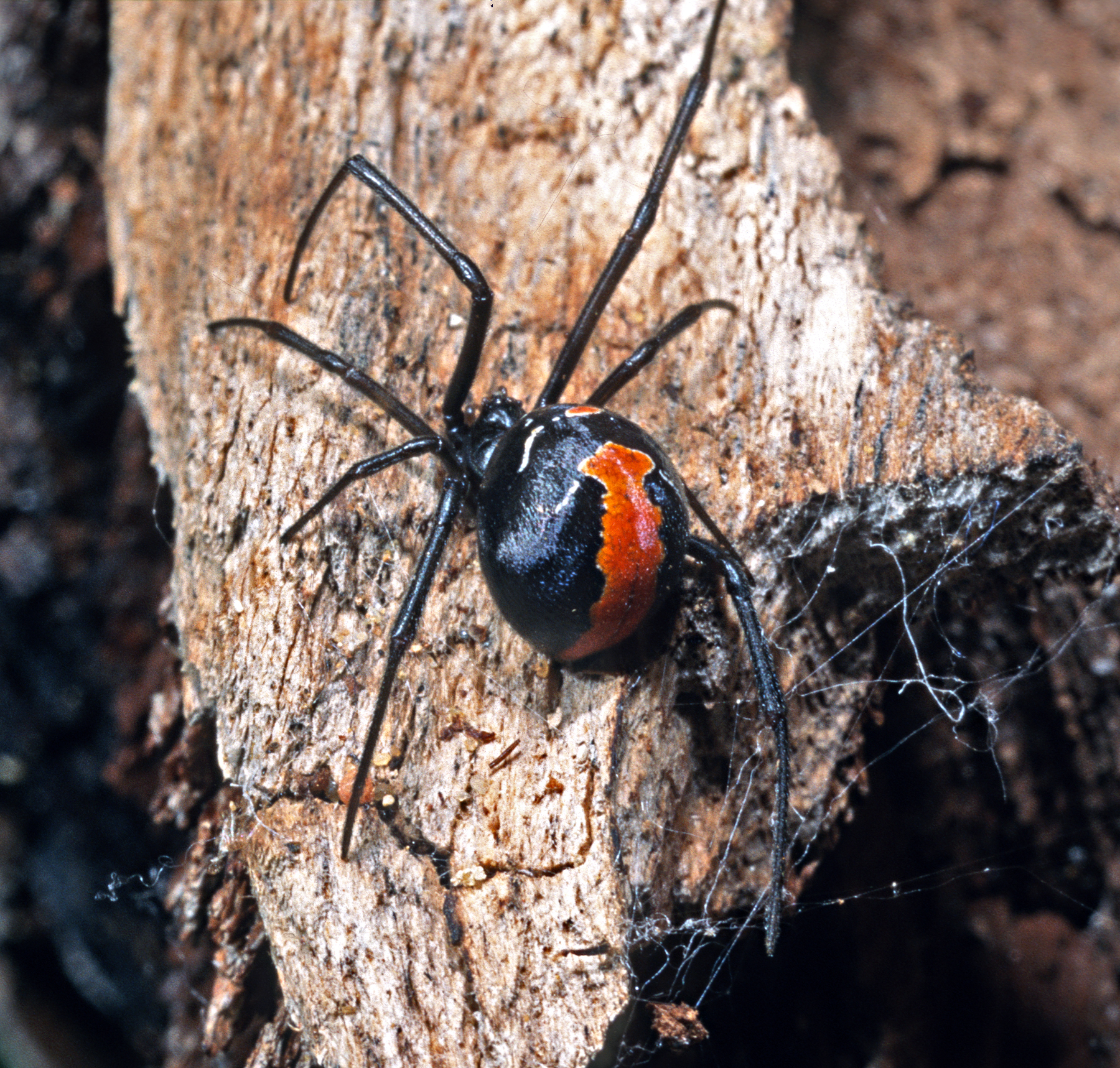
Latrodectus hasselti : Veuve noire d'Australie, aussi appelée « red-back spider » chez les anglophones.

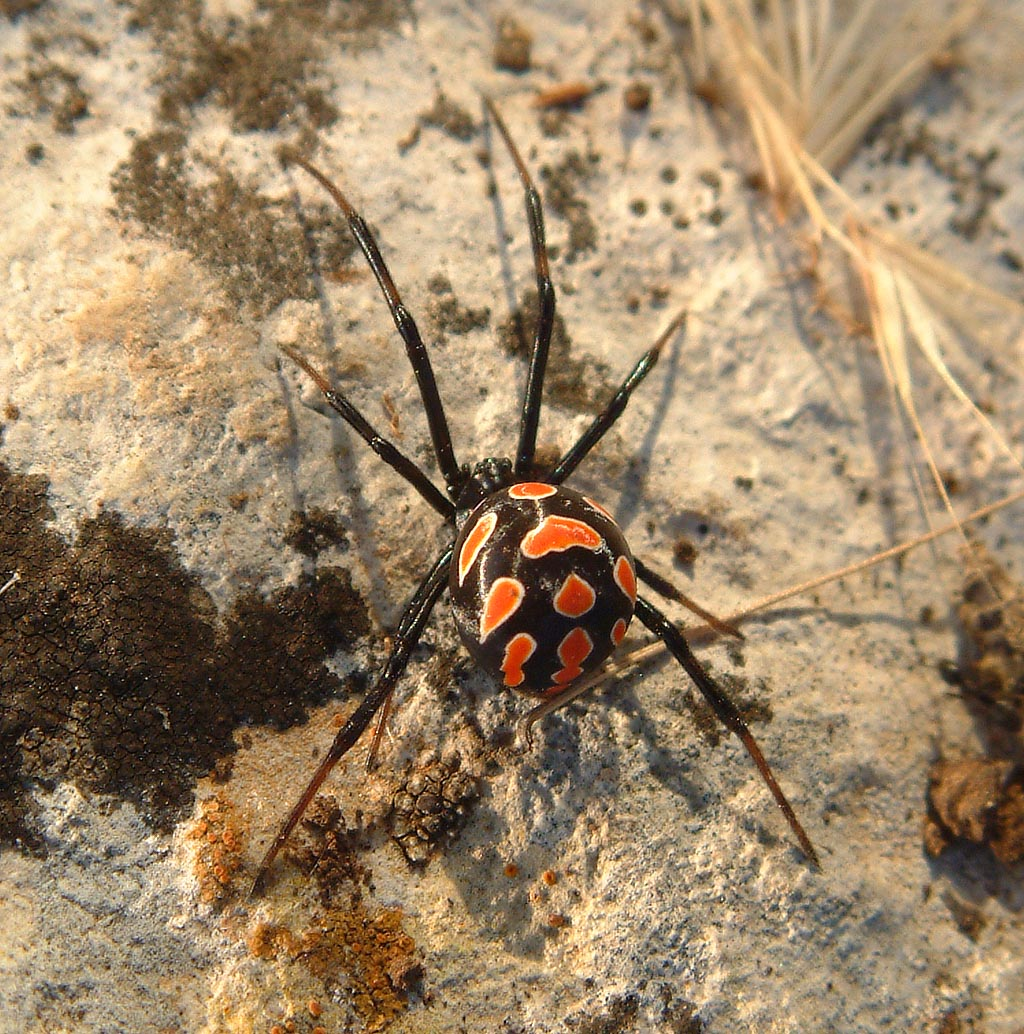
Latrodectus tredecimguttatus : Veuve noire d'Europe, aussi appelée Malmignatte.

Pratiquement toutes les espèces de cette famille sont qualifiées de très venimeuses. La plus connue des espèces est probablement Latrodectus mactans, la Veuve noire d'Amérique du Nord. On confond parfois ce genre avec Steatoda, de la même famille, notamment Steatoda nobilis (la fausse veuve noire). La soie de ces espèces a un diamètre plus grand que celle d'autres araignées.

## Liste des espèces
Selon World Spider Catalog (version 24.5, 29/10/2023) :
- Latrodectus antheratus (Badcock, 1932)
- Latrodectus apicalis (Butler, 1877)
- Latrodectus bishopi (Kaston, 1938)
- Latrodectus cinctus (Blackwall, 1865)
- Latrodectus corallinus (Abalos, 1980)
- Latrodectus curacaviensis (Müller, 1776)
- Latrodectus dahli (Levi, 1959)
- Latrodectus diaguita (Carcavallo, 1960)
- Latrodectus elegans (Thorell, 1898)
- Latrodectus erythromelas (Schmidt & Klaas, 1991)
- Latrodectus garbae (Rueda & Realpe, 2021)
- Latrodectus geometricus (C. L. Koch, 1841)
- Latrodectus hasselti (Thorell, 1870)
- Latrodectus hesperus (Chamberlin & Ivie, 1935)
- Latrodectus hurtadoi (Rueda & Realpe, 2021)
- Latrodectus hystrix (Simon, 1890)
- Latrodectus indistinctus (O. Pickard-Cambridge, 1904)
- Latrodectus karrooensis (Smithers, 1944)
- Latrodectus katipo (Powell, 1871)
- Latrodectus lilianae (Melic, 2000)
- Latrodectus mactans (Fabricius, 1775)
- Latrodectus menavodi (Vinson, 1863)
- Latrodectus mirabilis (Holmberg, 1876)
- Latrodectus obscurior (Dahl, 1902)
- Latrodectus occidentalis (Valdez-Mondragón, 2023)
- Latrodectus pallidus (O. Pickard-Cambridge, 1872)
- Latrodectus quartus (Abalos, 1980)
- Latrodectus renivulvatus (Dahl, 1902)
- Latrodectus revivensis (Shulov, 1948)
- Latrodectus rhodesiensis (Mackay, 1973)
- Latrodectus thoracicus (Nicolet, 1849)
- Latrodectus tredecimguttatus (Rossi, 1790)
- Latrodectus umbukwane (Wright, Wright, Lyle & Engelbrecht, 2019)
- Latrodectus variegatus (Nicolet, 1849)
- Latrodectus variolus (Walckenaer, 1837)

## Systématique et taxinomie
Ce genre a été décrit par Walckenaer en 1805.
Chacoca a été placé en synonymie par Levi en 1959.

## Étymologie
Le nom scientifique vient du latin latro « soldat, voleur » et du grec déktés « qui mord », allusion à ses mœurs cannibales.

## Publication originale
- Walckenaer, 1805 : Tableau des aranéides ou caractères essentiels des tribus, genres, familles et races que renferme le genre Aranea de Linné, avec la désignation des espèces comprises dans chacune de ces divisions. Paris, p. 1-88.